# 奥库
奥库（西班牙語：Ocú）是巴拿马埃雷拉省的一个城镇。